# Trnovica (Dubrovačko primorje)
Trnovica falu Horvátországban, Dubrovnik-Neretva megyében. Közigazgatásilag Dubrovačko primorje községhez tartozik.

## Fekvése
A Dubrovnik városától légvonalban 33, közúton 48 km-re, községközpontjától légvonalban 12, közúton 15 km-re északnyugatra a tengermelléken, a hercegoviai határ mellett fekszik. A Stoni tengermellék és az egykori Raguzai Köztársaság legészakibb települése.

## Története
A területén található több mint hetven ókori halomsír alapján Trnovica területe már ősidők óta lakott. Az itt élt első ismert nép az illírek voltak, akik az i. e. 2. évezredtől fogva éltek itt magaslatokon épített erődített településeken és kövekből rakott halomsírokba temetkeztek. Az illírek i. e. 35-ig uralták a térséget, amikor Octavianus hadai végső győzelmet arattak felettük. A Nyugatrómai Birodalom bukása után 493-tól a keleti gótok uralták a területet. 535-ben Dalmáciával együtt a Bizánci Császárság uralma alá került. A horvátok ősei a 7. században érkeztek Dalmáciába és csakhamar megalapították első településeiket. Ezek elsőként a termékeny mező melletti, ivóvízzel rendelkező helyeken alakultak ki. A Dubrovniki tengermellék hét plébániájával Zahumljéhez tartozott, a zsupán a délnyugatra fekvő Ošljéban székelt egészen az 1241-ben bekövetkezett tatárjárásig.
Ezután a zsupán Slanóba települt át és ez a település lett az egész Dubrovniki tengermellék központja. 1399-ben a Dubrovniki tengermellékkel együtt Trnovica is a Raguzai Köztársaság része lett, amely 1500 aranydukátért megvásárolta Ostoja bosnyák királytól. A Raguzai Köztársaság bukása után 1806-ban Dalmáciával együtt ez a térség is a köztársaságot legyőző franciák uralma alá került, de Napóleon bukása után 1815-ben a berlini kongresszus Dalmáciával együtt a Habsburgoknak ítélte. A gazdasági élet stagnált, mert nem kedvezett a számára a hegyes, kevés megművelhető területtel és ivóvízforrásokkal nem rendelkező terület. A környező településekhez hasonlóan a lakosság többsége szegénységben élt, megélhetési forrása a mezőgazdaság és az állattartás volt. A településnek 1857-ben 155, 1910-ben 165 lakosa volt. 1918-ban az új szerb-horvát-szlovén állam, majd később Jugoszlávia része lett. A délszláv háború során 1991. október 1-jén kezdődött a jugoszláv hadsereg (JNA) támadása a Dubrovniki tengermellék ellen, mely során a települést a szerb erők kifosztották és felégették. 1992. májusáig a település lényegében lakatlan volt. A háború után rögtön elkezdődött az újjáépítés. 1996-ban újabb csapásként földrengés okozott súlyos károkat. 1997-ben megalakult Dubrovačko primorje község, melynek Trnovica is része lett. A településnek 2011-ben 35 lakosa volt, akik főként mezőgazdaságból, állattartásból éltek. A lisaci plébániához tartoztak.

## Népesség
| Lakosság változása | Lakosság változása | Lakosság változása | Lakosság változása | Lakosság változása | Lakosság változása | Lakosság változása | Lakosság változása | Lakosság változása | Lakosság változása | Lakosság változása | Lakosság változása | Lakosság változása | Lakosság változása | Lakosság változása | Lakosság változása |
| ------------------ | ------------------ | ------------------ | ------------------ | ------------------ | ------------------ | ------------------ | ------------------ | ------------------ | ------------------ | ------------------ | ------------------ | ------------------ | ------------------ | ------------------ | ------------------ |
| 1857               | 1869               | 1880               | 1890               | 1900               | 1910               | 1921               | 1931               | 1948               | 1953               | 1961               | 1971               | 1981               | 1991               | 2001               | 2011               |
| 155                | 143                | 152                | 160                | 175                | 165                | 158                | 139                | 121                | 120                | 108                | 87                 | 67                 | 34                 | 37                 | 35                 |

## Nevezetességei
- A Szent Miklós templom[4] középkori eredetű, a 17. században barokk stílusban építették át, a délszláv háború során súlyosan megrongálódott. 2004-ben felújították. A templom a falutól délre, egy domboldalon található. Egyhajós, elnyújtott téglalap alaprajzú épület kelet–nyugati irányú téglalap alakú apszissal. A nyugati oromzatos homlokzatot középen ajtó, oldalról kisebb négyzet alakú, egyszerű kőkeretes ablaknyílások tagolják. A homlokzatot egy, az oromfalán álló harangdúc zárja. A templom szabályos sorokba rendezett kőtömbökből épült. A tető nyeregtetős, kúpcseréppel fedett.
- A Szent János-templom[5] építési ideje ismeretlen, első említése a 17. század vége felé történt. A ma eléggé rossz állapotban levő épület a falutól északnyugatra található. Egyhajós, apszis nélküli, kelet–nyugati tájolású épület. Az északi homlokzatot téglalap alakú ablaknyílás tagolja. Az épületszobrászati elemek és a liturgikus kőbútorzat alapján a 17/18. századra datálható. A templom körül 10 db lapos sírkő maradt fenn, amelyek egy középkori nekropoliszról és a templom egy korábbi szakaszának létéről tanúskodnak. A sírkövek ritka díszítései közül kiemelkedik a kötélmotívum, a háromlevelű szőlő és a megvastagított szárú keresztek.
- A település közvetlen közelében áll az Andrijašević-torony. A négyszög alaprajzú épület egy négyszögletes udvart kerít be. A bejárat felett puskalőrések, a falban pedig olyan nyílások találhatók, ahonnan támadás esetén forró olajat és köveket zúdítottak az ostromlók nyakába.
- Határában több mint hetven halomsír található.
- A falu déli oldalán, a bejáratnál található a helyi marhaitató tó.[6] Alapfalak és egy nagyobb bejárati fennsík határolják. Tekintettel a község életében betöltött jelentőségére, feltételezhető, hogy a település első említésével egy időben, 1399-ben már létezett.

## Gazdaság
A helyi gazdaság a mezőgazdaságon alapul, mellette az állattartás jelentős. A fejlődés lehetősége a falusi turizmus fejlesztésében van.